# Lepidium litwinowii
Lepidium litwinowii är en korsblommig växtart som först beskrevs av Vladimir Ippolitovich Lipsky, och fick sitt nu gällande namn av Al-shehbaz. Lepidium litwinowii ingår i släktet krassingar, och familjen korsblommiga växter. Inga underarter finns listade i Catalogue of Life.